# ۲۰ دقیقه
۲۰ دقیقه به ترکی 20 Dakika عنوان مجموعهٔ تلویزیونی ساخت کشور ترکیه در سال ۲۰۱۳ است.
دوبله فارسی این سریال در ۵۹ قسمت پخش شد.

## داستان
ملک (طوبا بویوک‌اوستون) یک زن زیبا و جوان با شوهرش علی (ایکر آکسوم) به همراه دو فرزند زندگی شادی دارند. یک روز، پلیس ملک را به جرم قتل یک مرد جوان دستگیر می‌کند. علی سعی می‌کند ملک را نجات دهد. او برای هر عملیات ۲۰ دقیقه وقت دارد.

## بازیگران
| بازیگر           | نقش         |
| ---------------- | ----------- |
| طوبا بویوک‌اوستون | ملک         |
| ایکر آکسوم       | علی         |
| فرات جلیک        | کمیسر لوزان |

## فیلم مشابه
فیلم سه روز آینده داستان مشابهی با این سریال دارد.